# Йорк, Чарльз Филипп, 5-й граф Хардвик
Чарльз Филип Йорк, 5-й граф Хардвик (англ. Charles Philip Yorke, 5th Earl of Hardwicke; 23 апреля 1836 — 18 мая 1897) — британский дворянин, консервативный политик. Он носил титул учтивости — виконт Ройстон с 1836 по 1873 год.

## Происхождение и образование
Родился 23 апреля 1836 года. Старший сын адмирала Чарльза Йорка, 4-го графа Хардвика (1799—1873), и достопочтенной Сьюзен Лидделл (1810—1886), дочери Томаса Лидделла, 1-го барона Рэйвенсворта. Он получил образование в школе Харроу и в Тринити-колледже в Кембридже.
Во время учебы в Тринити-колледже в Кембридже виконт Ройстон четыре раза первоклассно играл в крикет за крикетный клуб Кембриджского университета в 1856 и 1857 годах.
С 1872 года — провинциальный великий мастер Кембриджшира.

## Политическая карьера
Виконт Ройстон заседал в Палате общин Великобритании от Кембриджшира с 1865 по 1873 год .
Занимал должность контролера королевского двора в правительствах графа Дерби и Бенджамина Дизраэли в 1866—1868 годах.
В 1866 году стал членом Тайного совета Великобритании.
В сентябре 1873 года он унаследовал от своего отца графство и его поместья, включая Уимпол-холл в Кембриджшире, и вошел в Палату лордов . С 1874 по 1880 год лорд Хардвик занимал пост мастера бакхаундов в правительстве Бенджамина Дизраэли.
Будучи заядлым игроком, 5-й граф Хардвик влез в огромные долги перед банком Агар-Робартес и был вынужден выставить поместье Уимпол-Холл на продажу на аукционе в 1891 году.

## Семья
16 февраля 1863 года лорд Хардвик женился на леди Софии Джорджиане Робертине Уэлсли (1840 — 3 июня 1923), дочери Генри Уэлсли, 1-го графа Коули, и достопочтенной Оливии Сесилии Фитцджеральд-де Рос. У супругов были сын и две дочери.
- Леди Федоровна Йорк (1864 — 27 июня 1934), в 1883 году она вышла замуж за Хамфри Стерта, 2-го барона Алингтона. У них было два сына и три дочери.
- Леди Магдалина Йорк (1865 — 27 января 1940), в 1885 году вышла замуж за сэра Ричарда Генри Уильямса-Балкли, 12-го баронета. У них было два сына и две дочери.
- Альберт Эдвард Филип Генри Йорк, 6-й граф Хардвик (14 марта 1867 — 29 ноября 1904)

Лорд Хардвик скончался в мае 1897 года в возрасте 61 года, и ему наследовал его единственный сын Альберт. Графиня Хардвик умерла в июне 1923 года.